# Miłochów

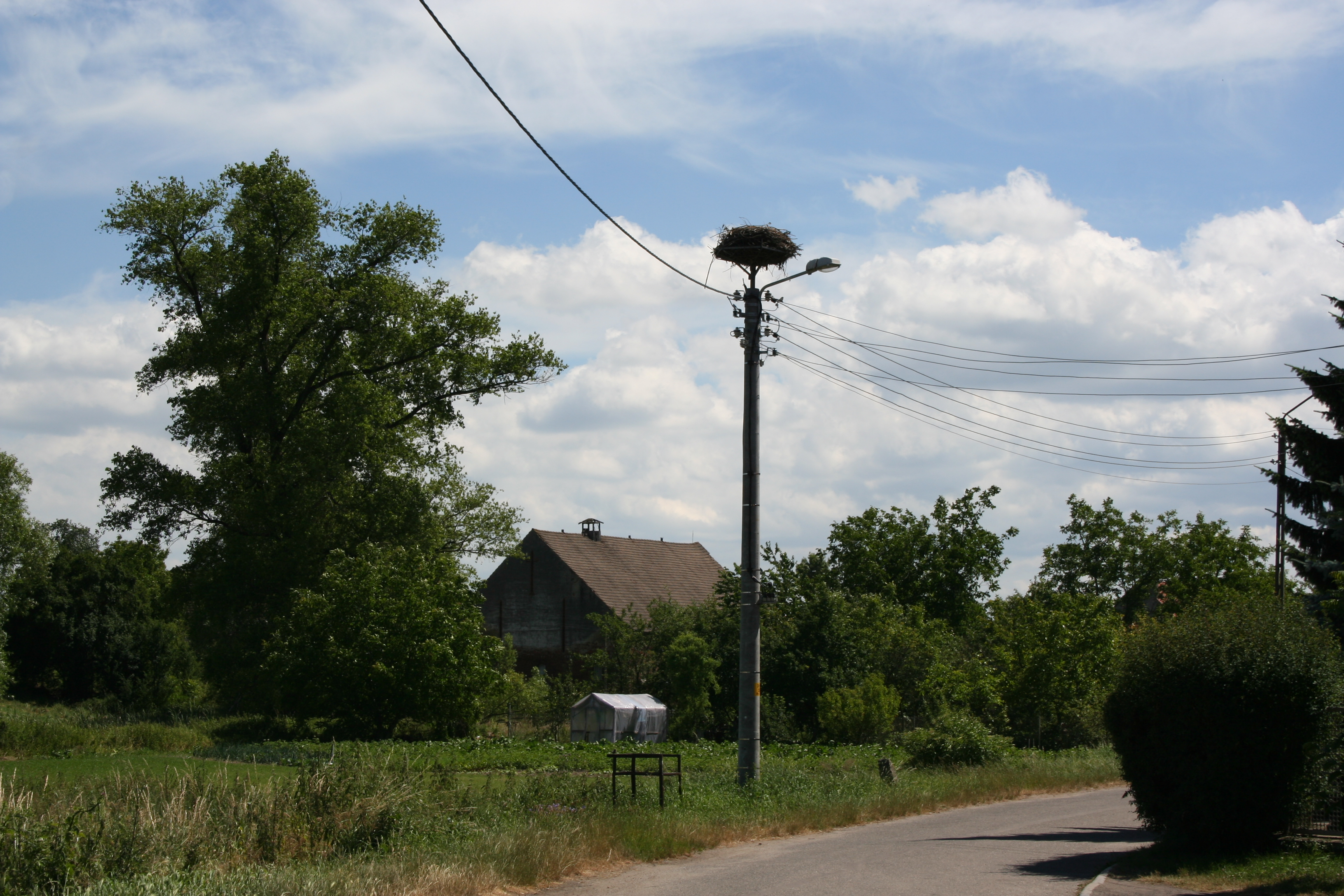
Storchennest in Miłochów

Miłochów (deutsch Nieder Giersdorf) ist ein Dorf in der Landgemeinde Świdnica (Schweidnitz) im Powiat Świdnicki der Woiwodschaft Niederschlesien in Polen.

## Lage
Die Ortschaft liegt etwa fünf Kilometer östlich von der Stadt Świdnica (Schweidnitz).
Nachbarorte sind Jagodnik (Jakobsdorf) im Westen, Pszenno (Weizenrodau) im Norden, Krzczonów (Weiß Kirchdorf) im Südosten und Gogołów (Goglau) im Osten. 

## Geschichte
Aufgefundene heidnische Urnengräber in Nieder Giersdorf lassen auf eine Besiedlung des Gebietes in „grauer Vorzeit“ schließen. Das Gräberfeld wurde während der Napoleonischen Kriege im Vierten Koalitionskrieg 1806 durch bayerische und württembergische Soldaten verwüstet. Nieder Giersdorf war Kämmereiort. Es wurde in drei Anteilen von der Stadt Schweidnitz erworben: 
1. Den ersten Anteil verlieh Herzogin Agnes, Witwe des Schweidnitzer Herzogs Bolko II. 1378 dem Schweidnitzer Bürger Hans Plazmeister, einschließlich zwei Huben, dem Kretscham, einer freien Viehtrift sowie den dritten Pfennig der Mühle und der Fischerei. 1494 überließen die Brüder George, Hans, Wenzel und Heinrich Plazmeister, die Scholtisei dem Schweidnitzer Bürger Johann Hofmann. Letzterer übergab das Gut mit allen Zugehör der Stadt Schweidnitz.
2. Mit dem zweiten Anteil belehnte Herzog Bolko II. die Brüder Johann und Nikolaus Poppe zu Schweidnitz. 1405 bestätigte der böhmisch-königliche Landeshauptmann Johann  Kruschina von Lichtenburg den Predigermönchen von Schweidnitz die ihnen vermachten vier Huben.
3. Mit dem dritten Anteil belehnte Herzog Bolko II. 1366 den Nitsche Hanemann und den Hans Probsthayn, nachdem sie es den Brüdern Rudel und Heinrich von Kurzbach abgekauft hatten. 1491 veräußerte Hans Monau der Jüngere alle seine Gerechtigkeiten an diesem Anteil dem Vinzenz Nimptsch von Stephanshain, 1553 gelangte es von Dieprand von Nimptsch auf Stephanshain an Friedrich Seidlitz auf Ludwigsdorf. 1554 besaß es George Gellhorn. 1574 verkauften es die Vormünder der Kinder des verstorbenen Hans von Gellhorn der Stadt Schweidnitz. Damals bestand dieser Anteil aus zwölf Bauern, vier Gärtnern, zwölf Häuslern, Fischerei, Gerichten, Äckern und Wiesen.[2] Nieder Giersdorf war evangelisch zur Friedenskirche Schweidnitz gepfarrt und katholisch zur St.-Nikolaus-Kirche in Weizenrodau.

Nach dem Ersten Schlesischen Krieg fiel Nieder Giersdorf 1742 mit dem größten Teil Schlesiens an Preußen und wurde in den Kreis Schweidnitz eingegliedert. 1768 wurde eine evangelische Schule gegründet, in der ein Lehrer 55 Kinder unterrichtete. 1780 zählte Nieder Giersdorf ein Schulhaus, elf Bauern, sieben Gärtner, fünf Häusler und 191 Einwohner. Ab 1874 gehörte die Landgemeinde Nieder Giersdorf zum Amtsbezirk Weizenrodau. 1925 wohnten in Nieder Giersdorf 294 Personen, davon 251 Personen evangelisch, 43 Personen katholisch.
Als Folge des Zweiten Weltkriegs fiel Nieder Giersdorf mit dem größten Teil Schlesiens 1945 an Polen. Anschließend wurde des von der polnischen Administration in Miłochów umbenannt. Die deutschen Einwohner wurden bis Oktober 1947 zum größten Teil vertrieben. Die neu angesiedelten Bewohner waren teilweise Vertriebene aus Ostpolen, das an die Sowjetunion gefallen war.

## Persönlichkeiten
- Rudolf von Horn (1866–1934), preußischer General, geboren in Nieder Giersdorf